# Hiệp hội Công nghiệp Ghi âm Anh
Hiệp hội Công nghiệp Ghi âm Anh (British Phonographic Industry) là một tổ chức quản lý ngành ghi âm nhạc ở Anh. Tổ chức này cấp chứng nhận doanh số đĩa thu âm cho các ấn hành nhạc ở Anh.